# Torfajökull
De Torfajökull is een 1259 meter hoge actieve ryolitische stratovulkaan, die zich ten noorden van de Mýrdalsjökull en ten zuiden van Þórisvatn in IJsland bevinden. De laatste eruptie van de vulkaan dateert van 1477. De zone rond de vulkaan bestaat uit de grootste massa silicaathoudende extrusieve gesteenten van IJsland. Torfajökull verwijst tevens naar een complex van subglaciale vulkanen, dat zich rond de hoofdvulkaan bevindt en een gebied met een oppervlakte van 15 km² bezet.